# Lianne Sanderson

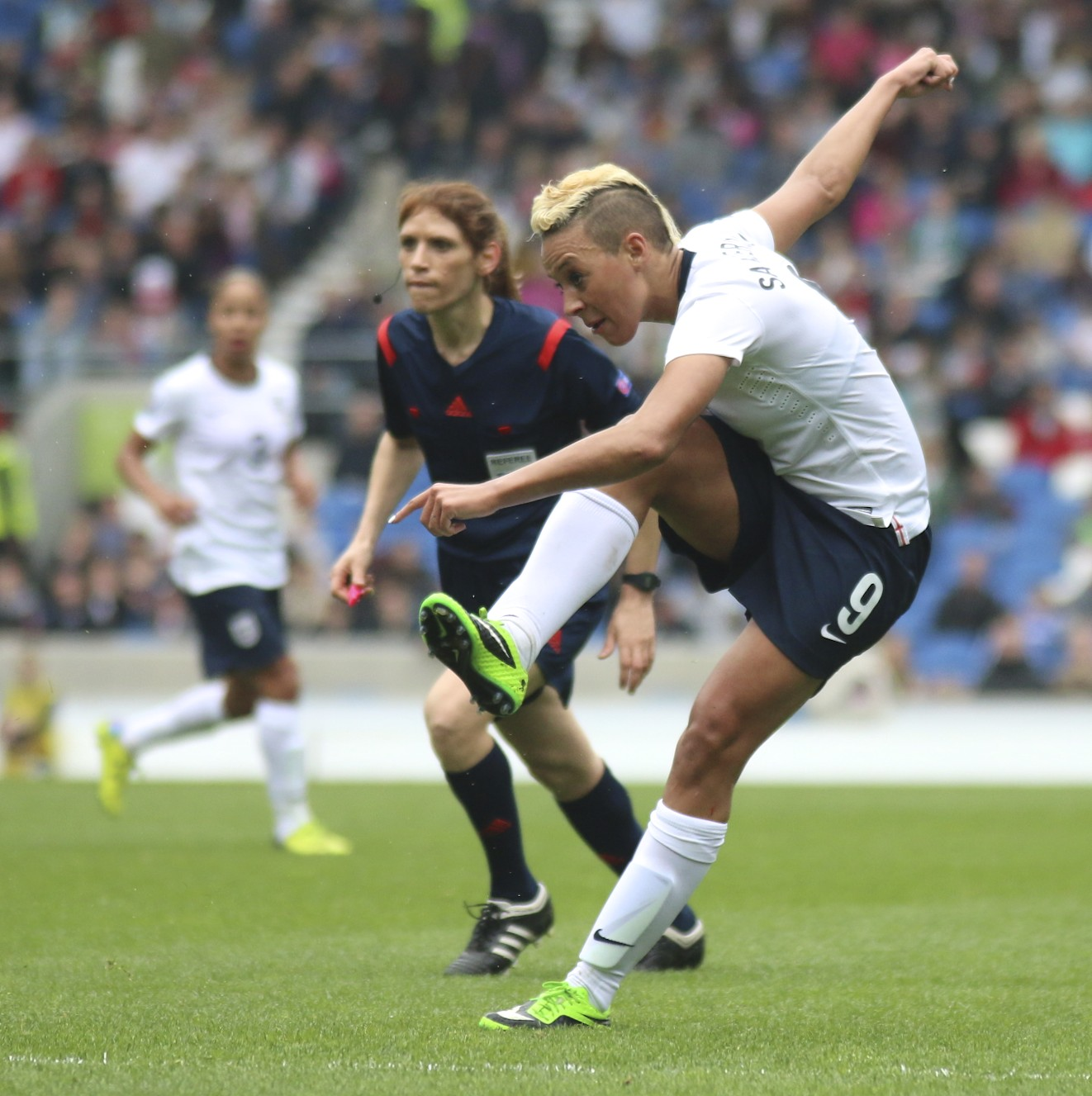
Lianne Sanderson (i förgrunden) under en match mot Montenegro 2014.

Lianne Sanderson, född den 3 februari 1988 i Watford, är en engelsk fotbollsspelare (anfallare). Hon representerar klubben Arsenal Ladies.
Sanderson var en del av Englands trupp under VM i Kanada år 2015. Laget tog ett historiskt brons i turneringen; den första medalj i ett VM som landet hittills lyckats erövra i fotboll för damer. Lianne Sanderson fick speltid mot Colombia i den tredje gruppspelsmatchen och i bronsmatchen mot Tyskland.
Hon debuterade i landslaget i en match mot Ungern den 11 maj 2006.